# 小池心叟
小池 心叟（こいけ しんそう、1914年（大正3年）11月5日 - 2006年（平成18年）12月9日）は、昭和を代表する臨済宗の禅僧。道号は堂庵、諱は心叟。室号は南華室。東京都新宿区天神町の出身。臨済宗白山道場師家。世寿93歳。

## 生涯

### 出生から出家まで
1914年(大正3年)11月5日、東京都新宿区天神町で、父の小池弥八と母チヨの二男三女の二男として生まれ、名前を昴と言う。1916年(大正5年)心叟が2歳の時に父が死去したことにより、母は子供達を連れて島根県松江市の故郷に戻った。そして生活苦のため、一時昴は義理の祖父母に預けられたり、尋常小学校を転校したり、また生活のため新聞配達をするなどして、1929年(昭和4年)に、ようやく15歳で母衣高等小学校を卒業した。そしてこの年に高等教育受けられるということで、松江市枕木町、臨済宗南禅寺派の華蔵寺で水野海信の小僧となって出家。1932年(昭和7年)、小池は京都市紫野中学4年に編入して、1934年(昭和9年)に卒業した。その後はしばらく、恩返しのため華蔵寺に帰って寺の仕事を手伝うのであった。

### 建仁僧堂時代
1936年(昭和11年)には京都の建仁僧堂に掛塔して、竹田頴川に参禅する。その時に師匠の竹田頴川によって、小池昴は心叟と名付けられた。敗戦近くなった1945年(昭和20年)、心叟は第二次世界大戦の召集令状が来たため、久留米の工兵隊に入隊した。そして同年9月には敗戦によって復員。そして1945年の10月には建仁僧堂に再掛塔した。しかしその時には8年間、師としていた竹田頴川は既に遷化していたため、竹田頴川の法嗣である竹田益州に参禅することとなった。

### 崖から転落・透過・嗣法
そして1946年(昭和21年)、心叟が、建仁寺開山堂での読経を終え僧堂に戻る時、椿の花を採ろうとして、不覚にも崖に転落して失神することがあった。暫く意識を失うと言う生死にかかわる経験をしたことがきっかけで、何故か次々と公案を透過することとなったのである。そして1952年 (昭和27年)12月、臘八大摂心の時に、遂に師の竹田益州より法を嗣く。竹田益州に参禅してから10年目の嗣法であった。翌1953年(昭和28年)には、建仁寺塔頭の堆雲軒の住職となる。

### 円覚寺派の龍雲院白山道場師家時代
1955年(昭和30年)、心叟は建仁僧堂での先輩である月桂寺の松尾太年(後の臨済宗円覚寺派管長)を通して、東京の龍雲院の檀家総代から招聘懇請があったことから、臨済宗円覚寺派の龍雲院に転董。それ以後、誠心誠意に龍雲院白山道場の復興を志すのであった。1963年(昭和38年)に、心叟は龍雲院の書院、庫裡、小禅堂を再建し、翌年の1964年(昭和39年)白山道場の直心禅会を起ち上げ、白山道場師家として指導を始めたのである。

### 臨済会会長そして遷化
1975年(昭和50年)には筑波大学非常勤講師として坐禅の指導に当たりその後6年間指導することとなる。また同年には臨済宗所属有志によって発足した東京臨済会会長にも就任する。また2000年(平成12年)には、白山道場開単百年式典を開催する。2006年(平成18年)12月9日に遷化。

## 得度の弟子
- 遠藤楚石（前東福寺派管長）
- 横田南嶺（円覚寺派管長・花園大学総長）

## 法嗣弟子
- 岩田文雄（済松寺住職）

## 書物
- 『まあ坐れ』小池心叟著 山手書房 1985.8

1. ↑  『禅文化 234号 pp.43-60 龍雲院白山道場師家 小池心叟』遠藤楚石・横田南嶺・編集部著 禅文化研究所発行 2014年10月
2. ↑  白山道場 歴代師家